# Palais Bleu (Cetinje)
Pour les articles homonymes, voir Palais Bleu.
Le Palais Bleu (en monténégrin Плави дворац, Plavi dvorac), situé à Cetinje, au Monténégro, est la résidence officielle actuelle du président du Monténégro.
Il a été construit en 1894-1895 dans le style Empire tardif en tant que résidence du prince Danilo, alors héritier du trône du Royaume du Monténégro. Le bâtiment fut un modèle pour la construction d'autres bâtiments pour les membres de la maison Petrović-Njegoš dans tout le Monténégro.

## Galerie

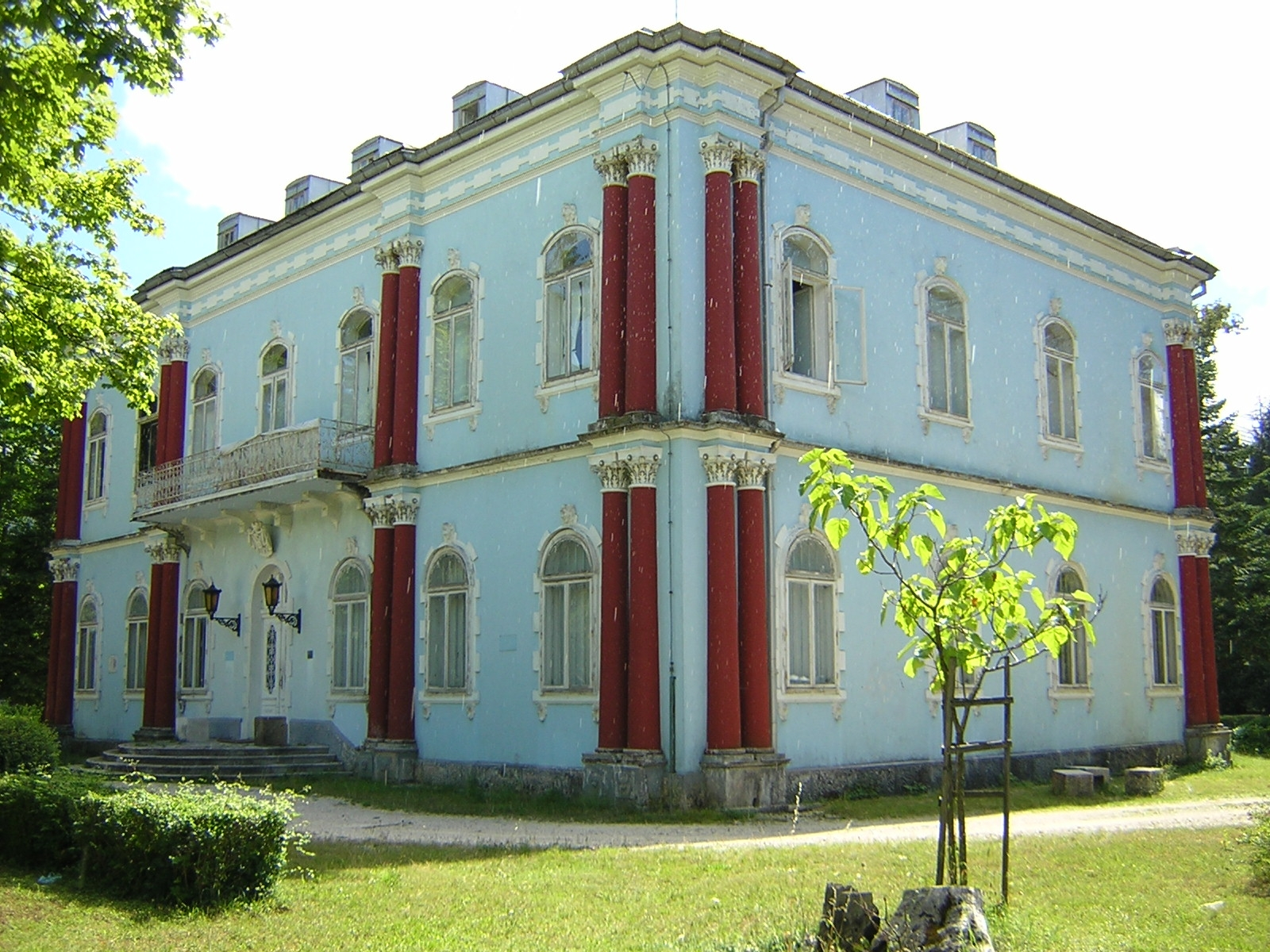
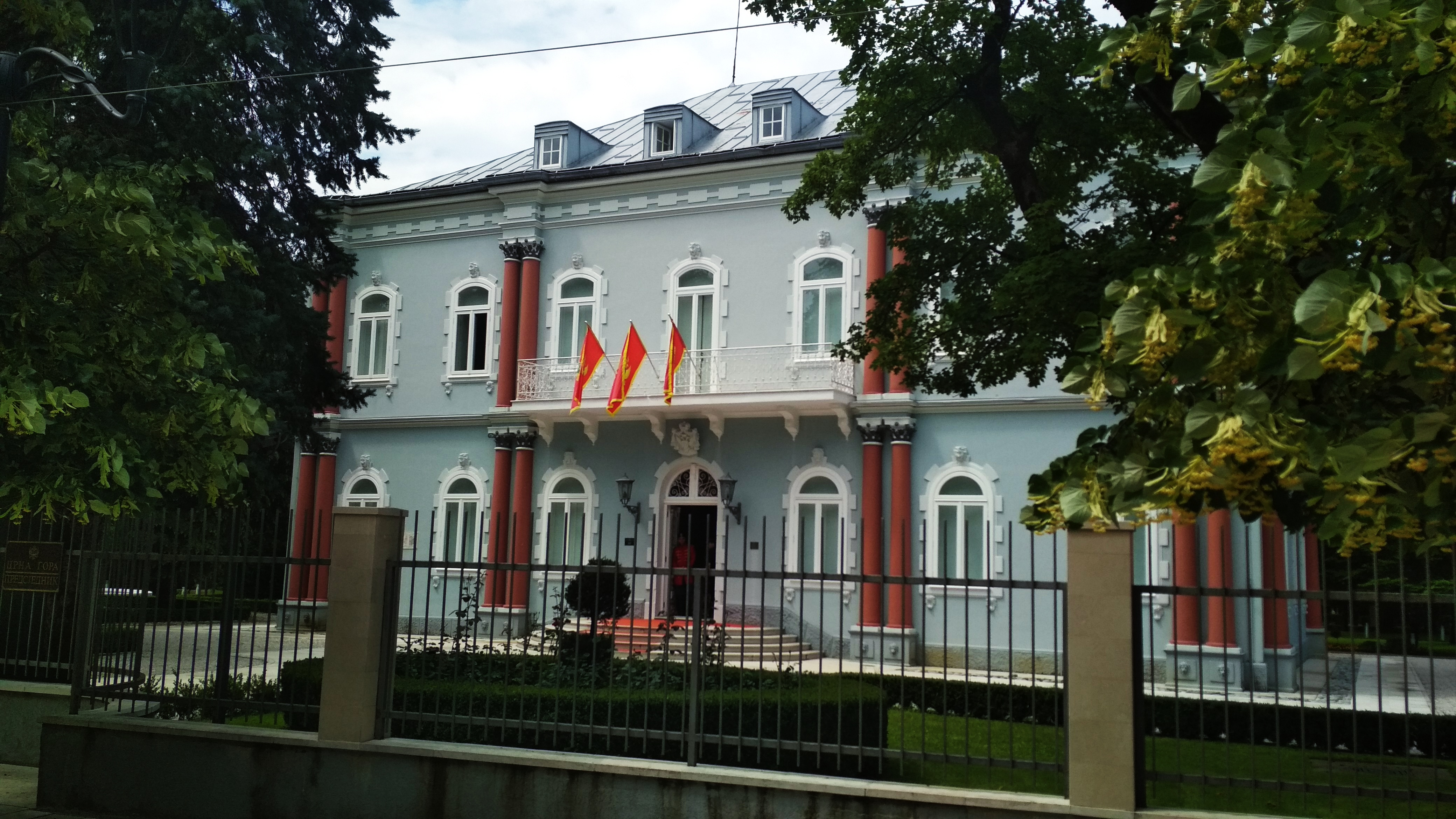
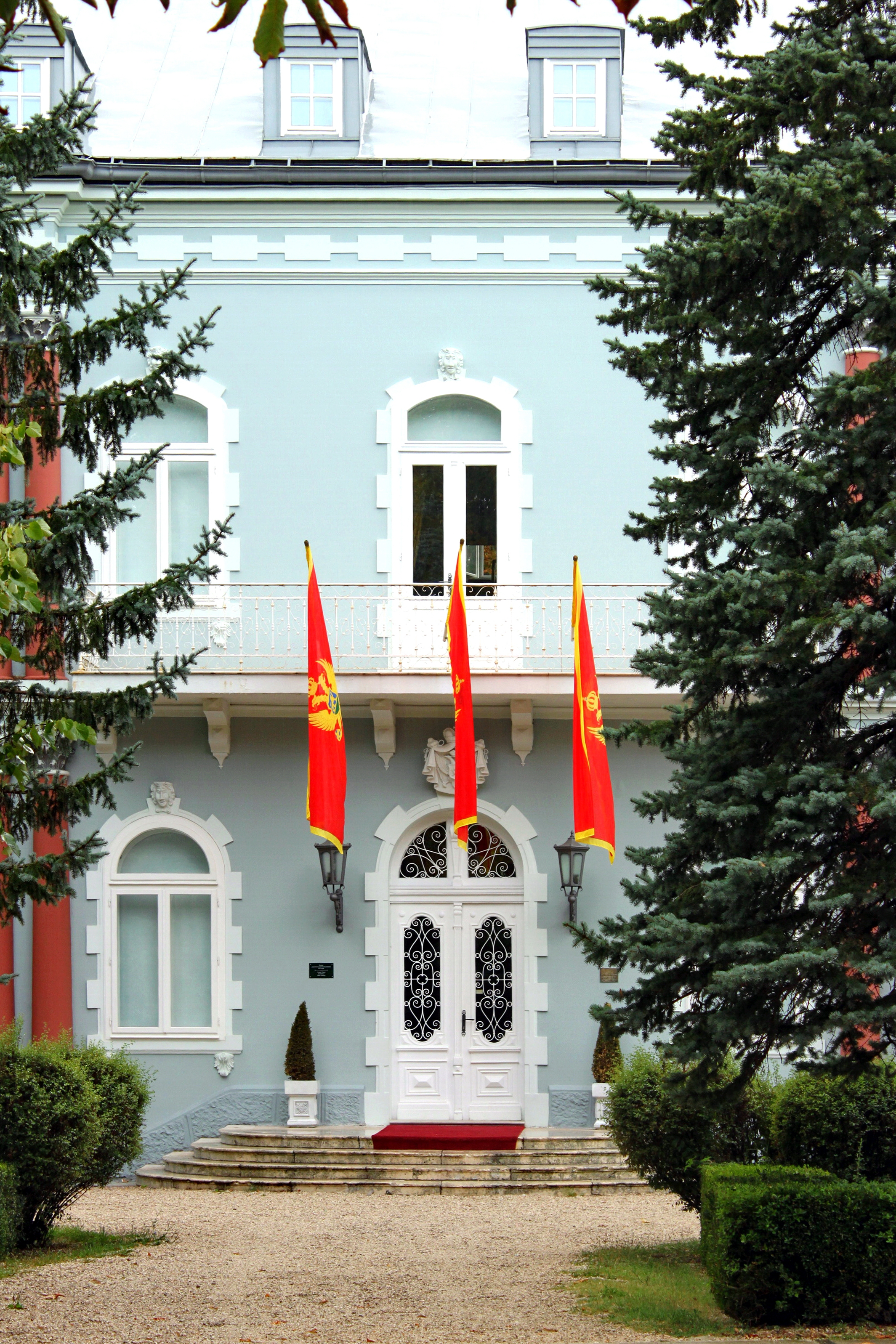
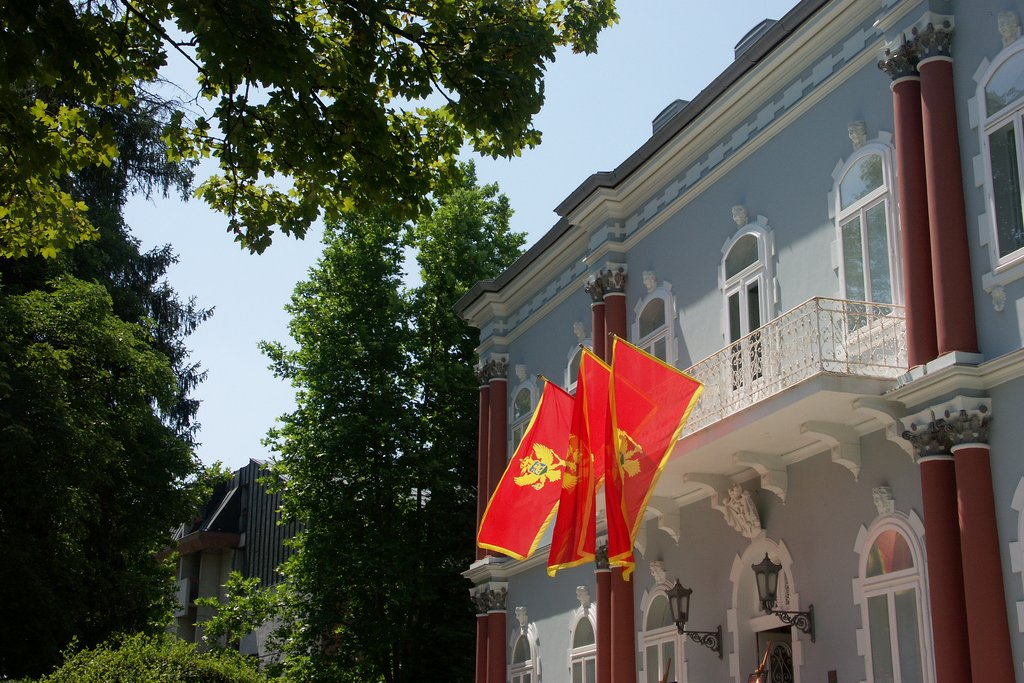